# Draft de l'NBA del 1954
El Draft de l'NBA de 1954 va constar de 13 rondes i s'escolliren 100 jugadors. El més destacat va ser l'elecció en segona posició del futur membre del Basketball Hall of Fame, Bob Pettit.

## Primera ronda
|  | = All-Star     |
|  | = Hall of Fame |

| Posició | Jugador              | Nacionalitat | Equip NBA             | Universitat/Club |
| ------- | -------------------- | ------------ | --------------------- | ---------------- |
| 1       | Frank Selvy (G/F)    | Estats Units | Baltimore Bullets     | Furman           |
| 2       | Bob Pettit (F/C)     | Estats Units | Milwaukee Hawks       | Louisiana State  |
| 3       | Gene Shue (G)        | Estats Units | Philadelphia Warriors | Maryland         |
| 4       | Dick Rosenthal (F/G) | Estats Units | Fort Wayne Pistons    | Notre Dame       |
| 5       | Togo Palazzi (F/G)   | Estats Units | Boston Celtics        | Holy Cross       |
| 6       | Red Kerr (C/F)       | Estats Units | Syracuse Nationals    | Illinois         |
| 7       | Tom Marshall (F/G)   | Estats Units | Rochester Royals      | Western Kentucky |
| 8       | Jack Turner (F/G)    | Estats Units | New York Knicks       | Western Kentucky |
| 9       | Ed Kalafat (C/F)     | Estats Units | Minneapolis Lakers    | Minnesota        |

## Segona ronda
| Posició | Jugador             | Nacionalitat | Equip NBA             | Universitat/Club    |
| ------- | ------------------- | ------------ | --------------------- | ------------------- |
| 10      | Slick Leonard (G)   | Estats Units | Baltimore Bullets     | Indiana             |
| 11      | Bob Mattick         | Estats Units | Milwaukee Hawks       | Oklahoma State      |
| 12      | Larry Costello (G)  | Estats Units | Philadelphia Warriors | Niagara             |
| 13      | Arnold Short        | Estats Units | Fort Wayne Pistons    | Oklahoma City       |
| 14      | Red Morrison (F/C)  | Estats Units | Boston Celtics        | Idaho               |
| 15      | Dick Farley (G/F)   | Estats Units | Syracuse Nationals    | Indiana             |
| 16      | Boris Nachamkin (F) | Estats Units | Rochester Royals      | NYU                 |
| 17      | Richie Guerin (G)   | Estats Units | New York Knicks       | Iona                |
| 18      | Al Bianchi (G)      | Estats Units | Minneapolis Lakers    | Bowling Green State |